# VM i bandy 1989
Verdensmesterskabet i bandy 1989 var det 16. VM i bandy gennem tiden, og mesterskabet blev arrangeret af Federation of International Bandy. Turneringen havde deltagelse af fem hold og blev afviklet i Moskva og Krasnogorsk i Sovjetunionen i perioden 29. januar – 5. februar 1989. Kampene i Moskva blev afviklet i den olympiske hal Olimpijskij, og dermed blev VM-kampe i bandy for første gang afviklet indendørs.
Mesterskabet blev vundet af værtslandet Sovjetunionen efter finalesejr over Finland på 12-2. Det var Sovjetunionens 13. VM-titel gennem tiden, mens Finland dermed vandt sølv for andet VM i træk. Bronzemedaljerne gik til de forsvarende mestre fra Sverige, som besejrede Norge med 6-0 i bronzekampen, og som dermed endte uden for top 2 for første gang siden 1967.

## Resultater

### Indledende runde
De fem hold spillede først en indledende runde alle-mod-alle. Sejre gav 2 point, uafgjorte 1 point, mens nederlag gav 0 point. De to bedste hold kvalificerede sig til VM-finalen, mens nr. 3 og 4 gik videre til bronzekampen.
| Dato  | Kamp                    | Res.  | Spillested  |
| ----- | ----------------------- | ----- | ----------- |
| 29.1. | Sverige - Finland       | 2-4   | Moskva      |
| 29.1. | Sovjetunionen - Norge   | 7-0   | Moskva      |
| 30.1. | Norge - USA             | 7-1   | Moskva      |
| 31.1. | Finland - USA           | 13-00 | Krasnogorsk |
| 31.1. | Sovjetunionen – Sverige | 2-3   | Moskva      |
| 1.2.  | Sverige – Norge         | 4-1   | Krasnogorsk |
| 2.2.  | Finland – Norge         | 4-1   | Moskva      |
| 2.2.  | Sovjetunionen – USA     | 14-10 | Moskva      |
| 3.2.  | Sverige – USA           | 19-00 | Moskva      |
| 3.2.  | Sovjetunionen – Finland | 6-4   | Moskva      |

| Plac. | Hold          | Kampe | + Mål − | Point |
| ----- | ------------- | ----- | ------- | ----- |
| 1.    | Sovjetunionen | 4     | 29-80   | 6     |
| 2.    | Finland       | 4     | 28-70   | 6     |
| 3.    | Sverige       | 4     | 25-90   | 6     |
| 4.    | Norge         | 4     | 09-16   | 2     |
| 5.    | USA           | 4     | 02-53   | 0     |

### Finalekampe
| Dato       | Kamp                    | Resultat | Spillested |
| ---------- | ----------------------- | -------- | ---------- |
| Bronzekamp |                         |          |            |
| 5.2.       | Sverige - Norge         | 6-0      | Moskva     |
| Finale     |                         |          |            |
| 5.2.       | Sovjetunionen - Finland | 12-20    | Moskva     |